# Koning Zzakk in Muzykland
Koning Zzakk in Muzykland was een eigenzinnig parodistisch Nederlands radioprogramma van de VPRO dat werd uitgezonden tussen 6 februari 1991 en 30 september 1992 op woensdagmiddag van 17:00 tot 18:00 uur op Radio 3. 
Het programma kwam in de plaats van Ronflonflon en in de laatste vijf minuten van aflevering 330 op 30 januari 1991 werd door Jan Jongepier, adjunct hoofd radio van de VPRO, het stoppen van Ronflonflon toegelicht en kondigde hij een nieuw radioprogramma aan, Koning Zzakk.
Het programma behandelde de pophistorie met als motto "een vogelvlucht door de hedendaagse lichte muziek". Ook dit programma was een hoorspel maar vergeleken met Ronflonflon meer muzikaal en minder chaotisch maar daarom niet minder onbegrepen en vooral anders dan de stijl van Wim Schippers. Het programma werd gepresenteerd door Piet Adriaanse en Adeline van Lier, die ook verantwoordelijk waren voor een aantal typetjes, en geproduceerd door Jan Vermaas die in dit programma echt de producer was onder zijn eigen naam en niet zoals in Ronflonflon als het typetje A.J. Broekema terwijl Rogier Proper in dat programma in werkelijkheid de producer was.
Ton Feil speelde de rol van "Koning Zzakk" en was op een ontdekkingstocht in het "Muzykland" waarbij voornamelijk de normaal door de VPRO gedraaide progressieve en vaak voor het grote publiek minder bekende popmuziek aan bod kwam. Voorts verleende Janine van Elzakker haar medewerking. Ook waren er in het programma sketches en ondeugend hertaalde liedjes zoals het nummer "Als je niet kunt poepen" (origineel: Les Sabots d'Hélène van Georges Brassens) en "Jezus wel" (origineel:"Jezebel" van Charles Aznavour), uitgevoerd door "De Izzies", de vaste begeleidingsband van Ischa Meijer, hier echter onder de naam "Zinn Zinn et la Zizanie" met onder meer Etna Vesuvia. Ook waren er een aantal vaste rubrieken zoals de "nieuwsdesk" en "mooie doden" en ook bestond er een "scheten top 20". Daarnaast verleende ook Theo van Gogh zijn medewerking als filmrecensent en hij speelde typetjes. Martin Bril verzorgde regelmatig een column in het programma. Net als in Ronflonflon waren in het programma een aantal jingles bij de verschillende onderdelen te horen.
Op 31 oktober 1991 was er de Koning Zzakk filmnacht, uitgezonden op Radio 1 van 00:00 tot 7:00 uur.
Per maandag 5 oktober 1992 werd op het vernieuwde Radio 3 de eveneens nieuwe horizontale programmering ingevoerd, waarbij voor de VPRO overdag geen plaats meer was. Het programma heeft in tegenstelling tot Ronflonflon, dat meer dan 6 jaar werd uitgezonden, maar iets meer dan anderhalf jaar gelopen. 
1. ↑  met werk van o.a. George Brassens, Johnny Hallyday, The Rolling Stones, Françoise Hardy, Frankie Lane, Michel Delpech, Vicky Leandros en André Claveau, voorzien van een nieuwe, ondeugende Nederlandse tekst, geschreven door Rogier Proper.
2. ↑  
https://leiden.courant.nu/issue/LD/1991-10-31/edition/0/page/7. Gearchiveerd op 19 augustus 2023.